# Vida privada (film soviètic)
Vida privada (rus: Частная жизнь, Chastnaia gisn) és un drama costumista que ofereix un detallat i sincer retrat de la vida soviètica d'inicis dels anys 1980. La pel·lícula va ser dirigida per Juli Raisman el 1982 i va obtenir una nominació a l'Oscar a la millor pel·lícula de parla no anglesa, que no va guanyar.

## Argument
Sergei Abrikosov és un alt executiu que sobtadament és rellevat del seu càrrec quan la seva empresa és fusionada amb una altra i els seus serveis deixen de ser necessaris. L'obligada jubilació li atorgen el temps necessari per poder dedicar-se a reeixir les relacions amb la seva extensa família, les quals havien quedat descuidades. Això no obstant, aquesta tasca no es revela gens fàcil i Sergei té dificultats per afrontar la quotidianitat per la qual es regeix la vida del seu extens pis.
La familia està formada per la distant segona esposa de Sergei; els seus dos fills, els quals mostren poc interès i respecte pel seu pare; una filla fruit del primer matrimoni, la qual treballa de metgessa; i els nets, mancats de l'hàbit de jugar amb el seu avi. Enmig d'aquesta enrarida atmosfera Sergei, que havia dedicat massa temps al seu treball, se sent ara un estrany dins la seva pròpia família.
L'intimista film, senzill però sincer, recrea amb un verídic realisme l'ambient de la ciutat de Moscou a principis dels anys 1980, mostrant el mobiliari i la decoració pròpia de l'època en un apartament, un despatx i restaurants. Aquests escenaris són expressius i reveladors per sí sols, i permeten d'imaginar-se com la vida i les relacions socials podien tenir lloc i es podien desenvolupar en una rígida societat soviètica que tenia ja els dies comptats.